# Felice Trizio
Felice Trizio (Altamura, 29 settembre 1889 – Valle Drino, 1º dicembre 1940) è stato un militare italiano, insignito della medaglia d'oro al valor militare alla memoria nel corso della seconda guerra mondiale.

## Biografia
Nacque ad Altamura, provincia di Bari, nel 1889, figlio di Nicola, impiegato ferroviario, ed Angela Paparella.
Nominato sottotenente dell'arma di fanteria nel 1912 e promosso tenente nel maggio 1915. Partecipò alle operazioni belliche nel corso della prima guerra mondiale con il 10º Reggimento fanteria "Regina" al comando di una sezione mitragliatrici sul fronte italiano e, dopo la promozione a capitano in Macedonia quale aiutante di campo della Brigata Cagliari. Promosso maggiore a scelta nel 1918, al termine della guerra fu assegnato al 57º Reggimento fanteria "Abruzzi" ricevendo un encomio per i risultati ottenuti nell’addestramento delle tre compagnie mitragliatrici del reggimento. Insegnante di storia presso la Regia Accademia Militare di Fanteria e Cavalleria di Modena dal 1922, frequentò la Scuola di guerra dal 1926 al 1929 e durante il corso ottenne la promozione a tenente colonnello nel 1927. Nel 1930 fu trasferito nel Corpo di Stato Maggiore e ritornò alla Scuola di guerra nel 1933 come insegnante titolare di organica militare. Nel 1936 fu nominato Capo di stato maggiore della 22ª Divisione fanteria "Cacciatori delle Alpi"; poi nel settembre 1937, promosso colonnello, ebbe il comando effettivo del 47º Reggimento fanteria "Ferrara", del quale già da alcuni mesi aveva assunto le funzioni di comandante. L'8 aprile 1939 partì con il suo reggimento per l'Albania al seguito della 23ª Divisione fanteria "Ferrara". Dopo l'inizio delle ostilità contro la Grecia, il 28 ottobre 1940, cadde in combattimento nella Valle Drino il 1 dicembre, e fu successivamente insignito della medaglia d'oro al valor militare alla memoria.